# توموکازو هیراما
توموکازو هیراما (انگلیسی: Tomokazu Hirama؛ زادهٔ ۳۰ ژوئن ۱۹۷۷) بازیکن فوتبال اهل ژاپن است.
از باشگاه‌هایی که در آن بازی کرده‌است می‌توان به باشگاه فوتبال آلبیرکس نیگاتا، باشگاه فوتبال یوکوهاما مارینوس، و باشگاه فوتبال کونسادول ساپورو اشاره کرد.